# Fallotritella biscaynensis
Fallotritella biscaynensis är en kräftdjursart. Fallotritella biscaynensis ingår i släktet Fallotritella och familjen Caprellinoididae. Inga underarter finns listade i Catalogue of Life.